# Micromyzon akamai
Micromyzon akamai es una especie de pez de la familia Aspredinidae en el orden de los Siluriformes.

## Morfología
Los machos pueden llegar alcanzar los 1,6 cm de longitud total.

## Hábitat
Es un pez de agua dulce y de clima tropical que vive entre 50 a 20 m de profundidad.

## Distribución geográfica
Se encuentran en Sudamérica:  cuenca del río Amazonas.